# 貸本漫畫
貸本漫畫（日语：貸本漫画）係指日本在20世紀50至60年代間，專門販賣予租書店的漫畫。

## 历史
日本於20世紀40年代末期興起租書店（日语：貸本屋）。50年代開始部分漫畫售價提高，不是低年齡的主要客群能夠負擔，出版社便將銷售目標轉向租書店，租書店也樂意以更豪華裝幀的漫畫吸引顧客，後來出現了一般市面上通路沒有銷售、專門出版來販賣予租書店的漫畫，即是「貸本漫畫」。
50年至60年代是貸本漫畫的全盛時期，當時日本全國租書店約有三萬間，貸本漫畫供不應求，許多漫畫家都是投稿貸本漫畫出版社發跡，例如渡邊雅子、赤塚不二夫。但爾後受到惡書追放運動的影響，租書店的兒童與青少年客群減少使得生意下滑，再加上大型出版社60年代紛紛投入發行漫畫雜誌的行列，貸本漫畫出版社面臨強烈競爭，隨著60年代的結束，貸本漫畫業也畫下句點。

## 影響
貸本漫畫突破過去以兒童讀者為主的年齡層，產生更多黑暗、情色等題材的作品，在繪畫手法上則偏寫實，符號化程度低於當時一般的漫畫，部分貸本漫畫家將這類作品稱為「劇畫」，首位提倡者為辰巳嘉裕。劇畫風格不僅是一大創新，也對整體漫畫界造成深遠的影響。